# Acridotheres cinereus
Acridotheres cinereus (лат.) — вид воробьинообразных птиц из семейства скворцовых (Sturnidae). Распространён на Острове Рождества, в Сингапуре, Индонезии и Малайзии. Средняя длина взрослой птицы 26 см. Оперение тёмно-серое почти чёрное, за исключением белого «воротника» и белого кончика хвоста; радужная оболочка  оранжевая, клюв оранжевый, ноги жёлтые. Молодые птицы имеют тёмно-коричневую окраску. Обитает на пастбищах. Питается на земле в открытых травянистых местах или на рисовых полях. Нередко после полёта садится на животных или рядом с ними, и ловит потревоженных насекомых.